# São José do Egito Esporte Clube
O São José do Egito Esporte Clube (conhecido simplesmente como São José do Egito e cujo acrónimo é SJEEC) é uma agremiação esportiva brasileira de futebol, da cidade homônima no estado de Pernambuco. Fundada em 2014, é uma agremiação sem fins lucrativos e suas cores, presentes no escudo e bandeira oficial, são o azul e branco. 
O clube tem como modalidade esportiva principal o futebol, tendo como atividade esportiva o Futebol Society ou Fut7. Tem como principal objetivo desenvolver ações de cunho social.

## História
O São José do Egito Esporte Clube iniciou suas atividades em 2014, com o foco na formação de atletas para o futebol de campo e promover ações sociais. A ideia, é promover a inclusão social. Junto a Prefeitura Municipal de São José do Egito, apoiam e desenvolvem a realização campeonatos para várias modalidades esportivas. 
O clube também desenvolve a formação de jovens atletas para jogarem em clubes profissionais de alto nível. A iniciativa tem o objetivo de monitorar garotos que participem de escolas ou clubes de futebol na região, para no futuro ingressarem nas categorias de formação de algum clube de nível profissional. Exemplo do Sport Club do Recife, que já fez avaliação de jogadores para integração as suas categorias de base.